# East Riding of Yorkshire (enhetskommun)
East Riding of Yorkshire är en enhetskommun i grevskapet East Riding of Yorkshire i England, Storbritannien. Kommunen har 346 309 invånare (2022).
East Riding of Yorkshire gränsar till Lincolnshire och South Yorkshire i syd, till North Yorkshire i nord och väst, och till Nordsjön i öst. Huvudorten (county town) är Beverley. I söder gränsar kommunen även till grevskapets andra enhetskommun, City of Kingston upon Hull. 
Kommunen är till ytan störst i England, till invånarantalet är det det näst största (efter Bristol) utanför storstadsområdena. Den största orten i kommunen är Bridlington. Den består huvudsakligen av landsbygd, utan städer i närheten av Hulls storlek. Bland samhällen kan Beverley, Goole, Driffield, Pocklington, Market Weighton, Hornsea och Bridlington nämnas. Tätorten Hull omfattar även en del områden utanför stadsgränsen, bland annat Hessle.
Hela kommunen är indelad i 171 civil parishes. 

## Befolkning
Enligt 2001 års folkräkning hade kommunen 314 113 invånare. De mest folkrika civil parishes är Bridlington (34 000), Goole (17 000), Beverley (17 000), Cottingham (17 000, ingår i Hulls tätort), Hessle (15 000, vid Hull), Driffield (11 000), Anlaby with Anlaby Common (10 000, vid Hull), Hornsea (8 000), Willerby (8 000, vid Hull), Pocklington (8 000) och Elloughton-cum-Brough (7 000). Hälften av distriktets befolkning bor i dessa elva parishes, den andra hälften i de 160 övriga. Hulls befolkning enligt samma folkräkning var 243 589. Distriktets befolkningstäthet är ungefär 135 invånare per , vilket gör det till den mest glesbefolkade enhetskommunen i England näst Isles of Scilly, Rutland och Herefordshire.
Befolkningen är äldre än genomsnittet i England, med 18,4 % äldre än 65 i 2001 års folkräkning jämfört med 15,8 % i England i allmänhet. Det är ett särskilt stort underskott av unga vuxna.

## Politik
Kommunens fullmäktige är baserad i Beverley, liksom föregångarna Humbersides landsting och East Ridings landsting sedan 1892. Det väljs vart fjärde år. Vid valet 2007 fick konservativa partiet egen majoritet. Partiet fick majoritet också i valen 2011 och 2015. Den exekutiva makten leds av Stephen Parnaby från de konservativa.
Större delen av kommunen är indelad i tre valkretsar för val till Storbritanniens parlament: Beverley and Holderness, East Yorkshire och Haltemprice and Howden, som alla har konservativa parlamentsledamöter. En av de tre valkretsarna i Hull, Kingston upon Hull West and Hessle, korsar gränsen till kommunen. Det gör även Brigg and Goole, vars huvuddel ligger i North Lincolnshire.